# Euadné
Euadné (řecky Εὐάδνη, latinsky Euadne) je v řecké mytologii dcera argejského krále Ífita a manželka Kapanea.
Kapaneus byl jedním z vůdců vojsk ve válce Sedmi proti Thébám. V bojích však položil život. Když se to dozvěděla Euadné, přišla na jeho pohřeb, avšak nechtěla se od manžela odloučit. Když byla zapálena pohřební hranice, Euadné skočila ze skály do plamenů.
Euadné dala Kapaneovi syna Sthenela, který později bojoval v Trojské válce po boku krále Dioméda.